# Toshihide Saito
Toshihide Saito (n. 20 aprilie 1973) este un fost fotbalist japonez.

## Statistici
| Japonia | Japonia | Japonia |
| An      | Meciuri | Goluri  |
| ------- | ------- | ------- |
| 1996    | 2       | 0       |
| 1997    | 7       | 0       |
| 1998    | 4       | 0       |
| 1999    | 4       | 0       |
| Total   | 17      | 0       |